# Lodijksche Gat
De vaargeul Lodijksche Gat is een betonde vaargeul in de Oosterschelde in de provincie Zeeland. Het Lodijksche Gat loopt ongeveer vanaf een punt zuid van het eiland Tholen waar de vaargeul Oosterschelde en het Tholense Gat samenkomen, naar een punt ongeveer 3 km zuidwaarts. Daar splits het water zich in de richting zuidoost in het Diep van de Kraaijer of ook wel Marollegat genoemd enerzijds, en anderzijds Pietermanskreek, die verder zuidzuidoost overgaat in de Mosselkreek of ook wel Westgat genoemd.
Het wateren zijn zout en hebben een getij.
De vaargeulen Lodijksche Gat, Marollegat, Pietermanskreek enz. zijn te gebruiken voor schepen van CEMT-klasse 0.
Het Lodijksche Gat, Pietermanskreek, Diep van de Kraaijer, Marollegat, Mosselkreek, Westgat zijn onderdeel van het Nationaal Park Oosterschelde en vallen binnen het Natura 2000-gebied Oosterschelde.